# Jorge Emilio Casal
Jorge Emilio Antonio Casal (Buenos Aires, 5 de mayo de 1921-2001) fue un diplomático argentino que se desempeñó como embajador de su país en la Unión Soviética, Grecia, Israel (en dos ocasiones), Brasil y Bélgica.

## Biografía
Nacido en Buenos Aires en 1921, asistió al Colegio Champagnat, egresando en 1938.
Luego se unió al servicio exterior argentino. En 1960 fue designado cónsul de Argentina en Génova (Italia). En julio de 1966 fue designado embajador en la Unión Soviética por el presidente de facto Juan Carlos Onganía, y en 1969, embajador en Grecia.
En 1971, fue designado embajador en Israel, y en abril de 1975, en Brasil por María Estela Martínez de Perón. Permaneció allí hasta después del golpe de Estado del 24 de marzo de 1976. Ese mismo año se desempeñó como jefe del Departamento de África y Medio Oriente del Ministerio de Relaciones Exteriores y Culto de la Nación.
En 1977, fue designado por segunda vez embajador en Israel por el presidente de facto Jorge Rafael Videla. En 1981 fue designado embajador en Bélgica por el presidente de facto Roberto Eduardo Viola, presentando sus cartas credenciales en octubre del mismo año.